# Strigocuscus
Strigocuscus é um gênero de marsupial da família Phalangeridae.

## Espécies
- Strigocuscus celebensis (Gray, 1858)
- Strigocuscus pelengensis (Tate, 1945)